# Hadropogonichthys lindbergi
Hadropogonichthys lindbergi és una espècie de peix de la família dels zoàrcids i de l'ordre dels perciformes.

## Morfologia
- Els mascles poden assolir 37 cm de longitud total i 100 g de pes.[3][4]

## Hàbitat
És un peix marí i d'aigües profundes que viu entre 200-1.400 m de fondària.

## Distribució geogràfica
Es troba al Mar d'Okhotsk i des de les Illes Kurils fins a la Badia de Sagami (el Japó).

## Observacions
És inofensiu per als humans.